# Wikipedia Review
Wikipedia Review là một diễn đàn Internet và blog để thảo luận về các dự án của Wikimedia Foundation, nhất là nội dung và các xung đột của Wikipedia.  Wikipedia Review là một trang web đóng vai trò cơ quan giám sát Wikipedia, xem xét kỹ lưỡng Wikipedia và báo cáo về những sai sót của nó. Nó cung cấp một diễn đàn độc lập để thảo luận về những biên tập viên Wikipedia và ảnh hưởng của họ đối với nội dung Wikipedia. Vào lúc cao điểm, những người tham gia bao gồm biên tập viên Wikipedia hiện tại, cựu biên tập viên Wikipedia, người dùng bị cấm trên Wikipedia và những người chưa bao giờ có bất kỳ sửa đổi nào cả.

## Bối cảnh
Trang web được "Igor Alexander" thành lập vào tháng 11 năm 2005, và do ProBoards đứng ra tổ chức. Ngày 19 tháng 2 năm 2006, nó chuyển sang tên miền riêng bằng phần mềm Invision Power Board. Trang web yêu cầu đăng ký bằng cách sử dụng địa chỉ e-mail hợp lệ để đăng bài và đưa vào danh sách đen các nhà cung cấp email cho phép ẩn danh nhằm ngăn chặn hoạt động của nhiều tài khoản do một người dùng tạo ra.
Wikipedia Review được trích dẫn dành cho việc thảo luận về các khái niệm sửa đổi wiki và sự tham gia của nó vào việc đánh giá WikiDashboard của Công ty Nghiên cứu Palo Alto.

## Bình luận
Seth Finkelstein viết trên tờ The Guardian rằng Wikipedia Review đã cung cấp đầu mối điều tra về các vấn đề liên quan đến Wikipedia kiểu như "cuộc tranh cãi Essjay". Cade Metz, viết cho tờ The Register, đã ghi nhận Wikipedia Review nhờ vào việc phát hiện ra một danh sách gửi thư riêng dẫn đến việc từ chức của một quản trị viên Wikipedia; ông cũng viết rằng một đề xuất của Wikipedia mang tên "BADSITES" nhằm cấm đề cập đến Wikipedia Review và các trang tương tự trên Wikipedia. Tờ The Independent lưu ý rằng "những lời tố cáo chống lại một số quản trị viên xuất hiện trên một trang web mang tên Wikipedia Review, nơi mọi người tranh luận về hành động của các quản trị viên." Trang web công nghệ Ireland là Silicon Republic đề nghị mọi người nên truy cập Wikipedia Review nhằm "theo dõi những vụ tranh cãi, thảo luận, biên tập viên và bộ máy hành chính tổng hợp trên Wikipedia". Philip Coppens đã sử dụng những bài đăng trên Wikipedia Review để giúp xây dựng một báo cáo, được xuất bản trong tạp chí Nexus Magazine, trên WikiScanner và cáo buộc rằng các cơ quan tình báo đã sử dụng Wikipedia để truyền bá thông tin sai lệch.